# 備後國風土記
《備後國風土記》（びんごのくにふどき）乃是日本奈良時代初期編纂完成、關於備後國（今山陽道廣島縣東半部）的風土記。原書已散佚，故以下為佚文記述。

## 概要

### 蘇民將來
《備後國風土記》記述了疫隅之國社。傳說武塔神乃北海之神，欲前往南海迎娶，但途中遇到夕陽西下，遂就地求宿。武塔神遇到蘇民將來（そみんしょうらい）、巨旦將來（こたんしょうらい）兄弟，富裕的弟弟巨旦將來拒絕其要求，貧窮的哥哥蘇民將來則爽快答應，並以僅有的栗飯招待他。幾年後武塔神帶著8個孩子（八王子權現）回來向貧窮的蘇民將來道謝，並說：「你的子孫在家嗎？」後者答曰：「只有我的女兒和妻子在家。」武塔神告之：「將來會流行瘟疫，只要在腰間纏著茅草環，就能免於一死。」後來此話果真應驗，蘇民將來與其妻女躲過瘟疫之災，而富裕的巨旦將來則因此滅族。後來有一神現身說：「我是速須佐雄神，日後遇到疫病流行只要腰間纏著茅草環即可。」

 — 卜部兼方《釋日本紀》卷七「疫隈國社」條

## 內部連結
- 古風土記
- 武塔神

## 外部連結
- （日語）「風土記逸文」～山陽道[永久]
- （日語）備後国風土記